# Sujata (film)
Sujata è un film indiano del 1959 diretto da Bimal Roy.

## Premi
- National Film Awards
  - 1959: "All India Certificate of Merit for the Third Best Feature Film"
- Filmfare Awards
  - 1960: "Best Movie Award", "Best Director Award" (Bimal Roy), "Best Actress Award" (Nutan), "Best Story Award" (Subodh Ghosh)